# Omer Nishani
Omer Nishani (Gjirokastër 1887-1954) fou un polític albanès, president d'Albània del 1946 al 1953.
Durant la Segona Guerra Mundial Nishani fou un teòric antifeixista. Va formar part del Lufta Nacional Çlimtare (Lluita d'Alliberament Nacional, LNC), format per Enver Hoxha i Abas Kupi creat el 16 de setembre del 1942 per tal d'unir forces contra els italians, però que era dominat pels comunistes. El maig del 1944 Omer Nishani fou nomenat Cap del Presidium del Consell d'Alliberament Nacional (del qual era president de facto) i Ministre d'Afers Exteriors. Després de la proclamació de la República d'Albània el 12 de gener del 1946, Nishani fou cap del presidium fins al 1953. Representà Albania durant les negociacions de París (1947).